# پانچوو (استان بورگاس)
پانچوو (به بلغاری: Panchevo) یک منطقهٔ مسکونی در بلغارستان است که در استان بورگاس واقع شده‌است.